# Nolan Traoré
Nolan Traoré (Créteil, Val-de-Marne; 28 de mayo de 2006) es un baloncestista francés que pertenece a la plantilla de los Brooklyn Nets de la NBA. Con 1,91 metros de estatura, juega en la posición de base.

## Trayectoria deportiva

### Primeros años
Traoré nació el 28 de mayo de 2006 y creció en la comuna francesa de Chennevières-sur-Marne. Es el hermano menor del jugador de baloncesto Armel Traoré. Comenzó a jugar al baloncesto a los cuatro años con el club COC Chennevières y jugó con ellos de 2010 a 2014.[4] Luego pasó tres años con el VGA Saint-Maur, siendo miembro de los equipos de nueve, diez y once años.

### Profesional

#### Liga francesa
Fue admitido en el instituto de formación INSEP en 2021 y comenzó a jugar para su equipo afiliado, el Centre Fédéral de Basket-Ball. Jugando en la tercera división francesa, la Nationale Masculine 1, promedió 2,2 puntos en 2021-22, 11,2 puntos en 2022-23 y 16,8 puntos en 2023-24. Fue su jugador líder durante la temporada 2023-24 y tuvo una valoración de más de 30 en varios partidos; también fue nombrado jugador del mes del equipo varias veces. En el Adidas Next Generation Tournament (ANGT) de 2024 contra el Barcelona, anotó un récord de 45 puntos mientras ayudaba al INSEP a ganar en la prórroga. Ganó el premio al final de la temporada como el mejor jugador joven de la liga.
Fichó por el Saint-Quentin Basket-Ball de la máxima categoría francesa, la LNB Pro A, a finales de marzo de 2024, y más tarde debutó contra el AS Monaco Basket. Más adelante en la temporada, estableció el récord histórico de la liga de más puntos en un partido por un jugador menor de 18 años, con 25. Terminó la temporada con siete partidos jugados y 10,3 puntos por partido.
En abril de 2024, participó en el partido Nike Hoop Summit, siendo uno de los mejores jugadores con 18 puntos y cuatro asistencias contra prospectos de la NBA de primer nivel. Después de la temporada 2023-24, tuvo ofertas para jugar en varios equipos, incluidos muchos de los mejores programas de baloncesto universitario de Estados Unidos, pero optó por quedarse en Francia, anunciando su intención de firmar un contrato de dos años con Saint-Quentin el 1 de junio de 2024. El 3 de octubre hizo su debut europeo y anotó 27 puntos en una victoria en casa de la Liga de Campeones contra el Kolossos Rodou. Fue la mayor cantidad de puntos anotados en un partido de la Liga de Campeones por un jugador menor de 21 años, superando el récord anterior de Alperen Şengün. El 10 de mayo de 2025 fue elegido Mejor Jugador Joven de la de la Liga de Campeones.

#### NBA
El 25 de junio de 2025 fue elegido en la decimonovena posición del Draft de la NBA por los Brooklyn Nets.

### Internacional
Jugó con su selección en el Europeo sub-16 de 2022, promediando 13,6 puntos por partido. Al año siguiente dirputó el Europeo sub-18, donde promedió 8,6 puntos por encuentro.
El 17 de octubre de 2024 fue convocado por el seleccionador de la absoluta Frédéric Fauthoux para disputar dos partidos de clasificación para el EuroBasket 2025 contra Chipre.